# Tamanique
Tamanique es un distrito del departamento de La Libertad, El Salvador. Tiene una población estimada de 14 068 habitantes, según el censo salvadoreño de 2024.
| Censo | Población | Cambio | Porcentaje |
| ----- | --------- | ------ | ---------- |
| 2007  | 13 544    | N/D    | N/D        |
| 2024  | 14 068    | 524    | 3.9%       |

## Historia

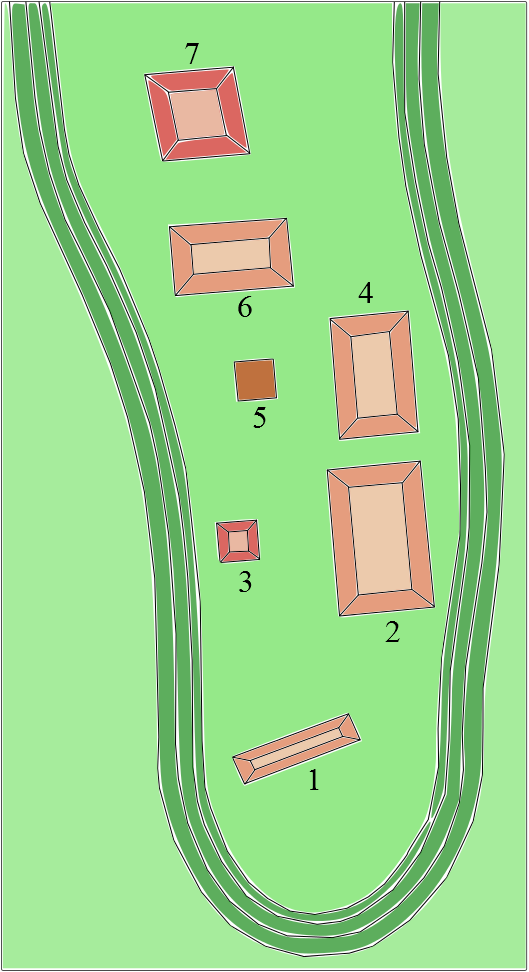
Estructuras del sector 1 de Cinacantan, ubicado en la cima de una meseta; siendo el sector más cercano al peñón donde se libró última gran batalla en la conquista del Señorío de Cuzcatlán

Sus orígenes se remontan a la época prehispánica, ya que fue poblada por grupos mayas y pipiles. 

### Zinancatan
En Tamanique, específicamente en el cantón Tarpeya, se localizan los restos del sitio prehispánico del período posclásico tardío llamado «Zinancatan». En ese lugar se desarrolló una batalla entre los conquistadores españoles y los aborígenes pipiles en el año 1528, probablemente en el denominado Cerro Redondo.

### Época colonial
Para el año 1740 contaba con unos 120 habitantes «dedicados a la crianza de gallinas y cultivos de maíz, algodón, cacao y bálsamo en poca cantidad». Para 1770, de acuerdo a Pedro Cortés y Larraz, pertenecía a la parroquia de Ateos y habitaban allí unas 160 personas. En el año 1807, Antonio Gutiérrez y Ulloa se refiere a Tamanique como pueblo de indios.

### Post-independencia
En la época republicana perteneció al departamento de San Salvador (1824-1835), Cuscatlán (1835-1842), y nuevamente San Salvador desde 1842. Para el año 1860 su población era estimada en 212 habitantes, y tenía notable producción de bálsamo y cacao. Ingresó al departamento de La Libertad en 1865.
De acuerdo con la estadística del departamento de La Libertad hecha por el gobernador José López en el 23 de mayo de 1865, tenía una población de 148 personas.

## Información general

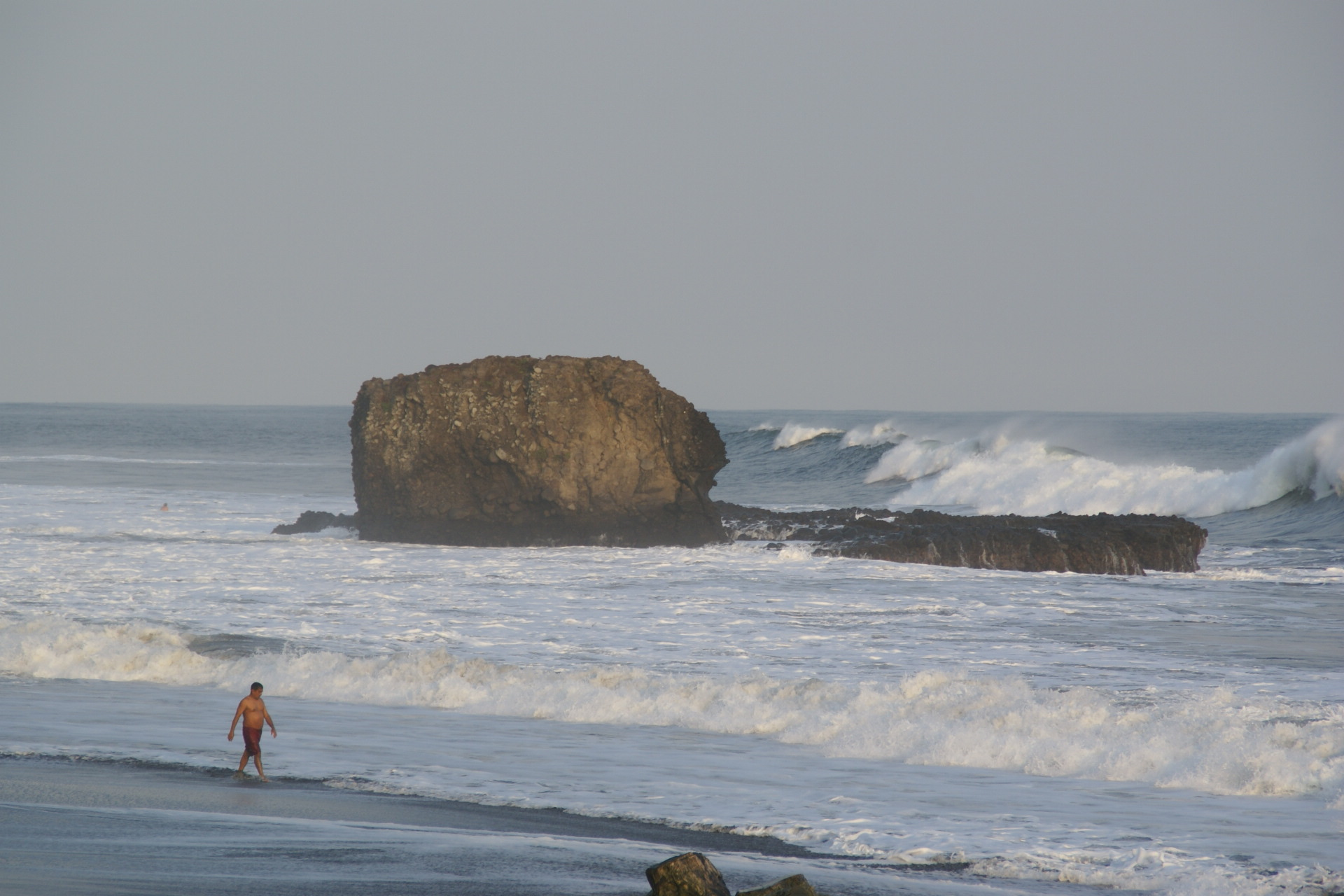
Playa El Tunco.

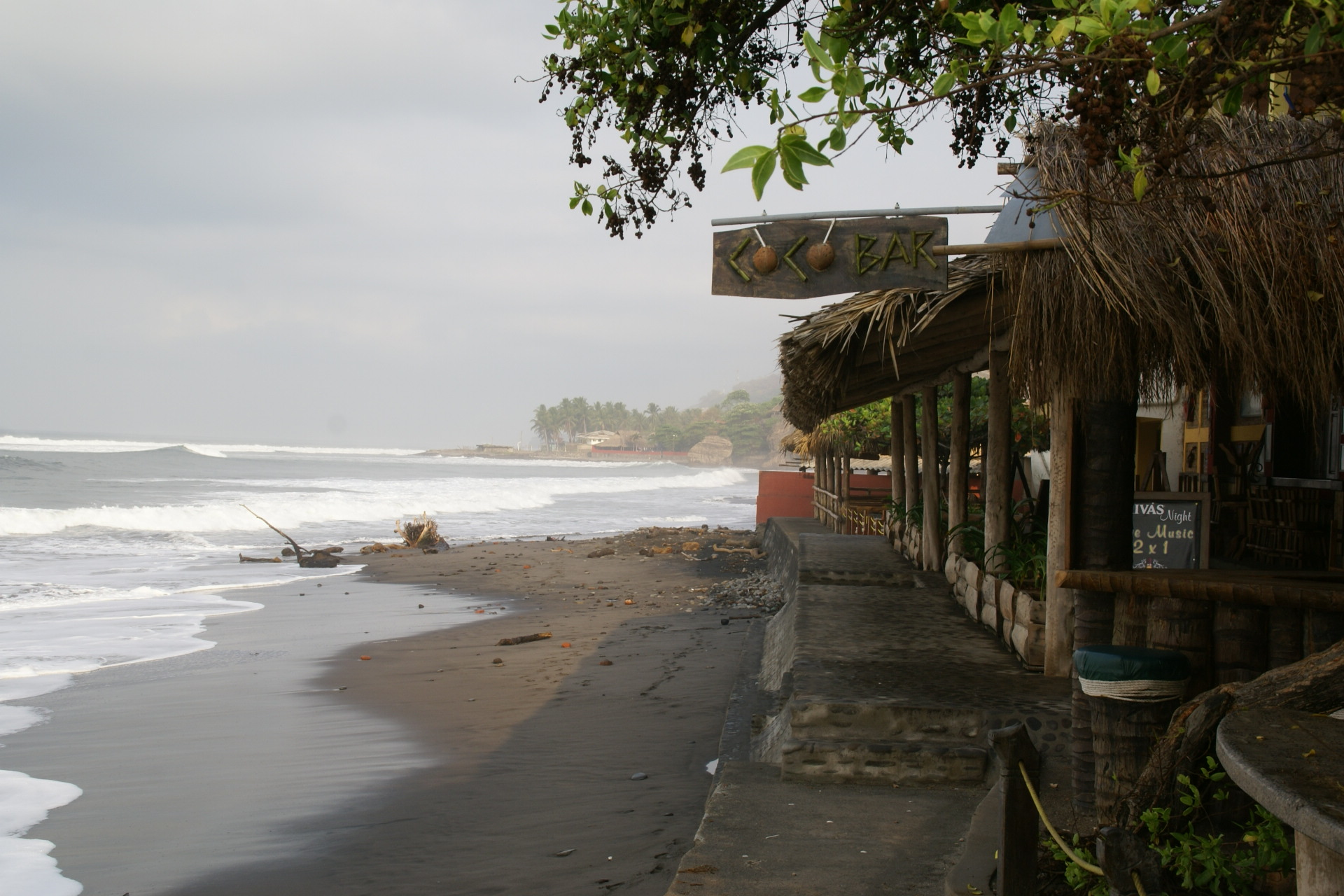
Playa El Sunzal.

El distrito tiene un área geográfica de 101,02 km², y la altitud de la cabecera es de 595 m s. n. m. A través de los años ha sido conocido como Zinancantan (1600), y posteriormente Santiago Tamanique. Forma parte de la cadena costera central del país y entre sus accidentes geográficos se encuentran los cerros: El Tigre, La Campana, Sunzal, Redondo, Cenizo, La Gloria, El Cabro, La Cincuyera, El Manune, La Muñeca, El Tecolote y Cuisnahuat; así como las lomas: La Gloria, San Jacinto, El Gallinero, Parche Amarillo, La Ceiba, La Chichicua, El Bálsamo, La Haciendita, La Lima, El Cuervo, La Cuesta, Guachipilín, Cumbrita, El Tesoro y Relámpago. Posee un clima cálido.
El topónimo Tamanique podría significar «Cerro capturado» o «Con su alberca de tierra», y en su territorio se ubican ocho cantones: Buenos Aires, El Cuervo, El Palmar, El Sunzal, San Alfonso, San Isidro, Santa Lucía y Tarpeya.
Turismo

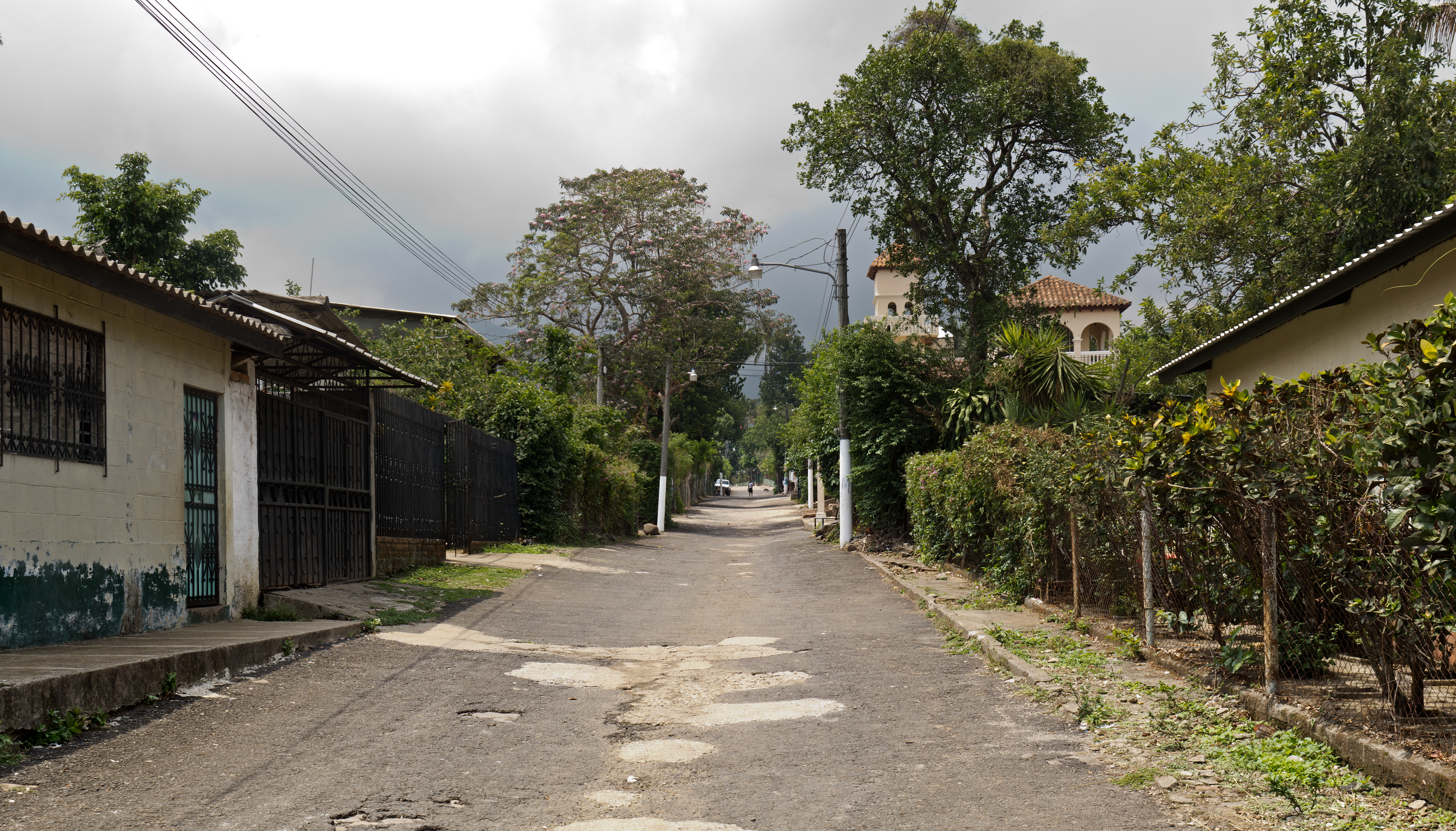
Las calles de Tamanique

Tamanique celebra sus fiestas patronales en honor a la Virgen de La Paz del 19 al 21 de noviembre y en honor a la Virgen de Santa Lucía, en la segunda mitad del mes de febrero. Existe la práctica del parapente, especialmente en el cerro La Gloria; además de turismo de montaña hacia destinos como las cascadas del río Grande.
Por estar aledaño a la costa del Pacífico, en el municipio se localizan las playas de El Sunzal y El Tunco, en las que se desarrolla el buceo y el surf, de hecho sus olas son reconocidas a nivel mundial para la práctica de este deporte. Además se localizan una serie de bares, hostales y restaurantes. La otra playa ubicada en Tamanique es la de El Palmarcito.